# Maurizio Milan
Maurizio Milan, né le 21 juillet 1952 à Mirano) est un ingénieur italien.
Il collabore avec les architectes de renommée internationale comme Von Gerkan, Marg und Partner, Arata Isozaki, Rem Koolhaas, Herzog & de Meuron, Michele De Lucchi,,, Matteo Thun, Bolles+Wilson (en), Mario Cucinella (it). Consultant de Renzo Piano,,,,,,,, il participe à la réalisation de nombreux projets de l’architecte génois.

## Biographie
Après son diplôme, obtenu à Padoue en 1977, Maurizio Milan commence son parcours professionnel avec des expériences de projets de structures préfabriquées en béton et en acier. Il est le fondateur de Favero & Milan ingegneria S.p.A. qu’il a quitté en 2013 et a créé la société Milan Ingegneria S.r.l. qu’il gère aujourd’hui.
Son expérience s’étend de l’ingénierie structurelle au contrôle de la réalisation, de la gestion économique et environnementale, de l’idée de projet jusqu’à la livraison de l’ouvrage au client final. Il participe au projet et à la réalisation de nombreuses interventions en Italie et à l’étranger, en collaborant avec d’importants architectes pour plus de 1 000 projets. Il a été titulaire d’un poste dans le Master de spécialisation post-licence en ingénierie de structure à l’école polytechnique de Milan et depuis 2007, il est professeur de conception de projets de structure auprès de l’Université d’Architecture de Venise.
Depuis 2013, il est tuteur dans le Progetto Giovanni G124, dell'architetto Renzo Piano Senatore de l’architecte Renzo Piano Sénateur.

## Philosophie d’exploitation
Le fil conducteur de l’activité de Maurizio Milan peut être résumé avec une devise : « Des solutions simples à des problèmes complexes ». L’expérimentation et la recherche ont caractérisé son activité, pour essayer de donner des réponses de structures cohérentes avec le projet architectural et rigoureux du point de vue de la sécurité et de la fonctionnalité. Cependant, sa vocation prédominante d’ingénieur, a tendance depuis les premières années à interpréter le rapport étroit entre la conception architecturale, la conception structurelle et la fonctionnalité distributive et économique.

### Sélection des œuvres
- Espace musical pour le Prometeo, Venise (Italie)
- Toiture du stade San Nicola, Bari (Italie)
- Aérogare de l’aéroport Marco-Polo de Venise (Italie)
- Foire de Rimini (Italie)
- Église de Padre Pio à San Giovanni Rotondo, Foggia (Italie)
- Aérogare de l’aéroport de Falconara, Ancône (Italie)
- Stade de hockey Olimpiadi invernali 2006, Turin (Italie)
- Base opérationnelle de Luna Rossa, Valence (Espagne)
- Centre de Services Vulcano Buono à Nola, Naples (Italie)
- Cave vinicole La Rocca à Gavorrano, Grosseto (Italie)
- Bibliothèque Européenne d’Information et de Culture, Milan (Italie)
- Pont d’accès au Triennale Design Museum, Milan (Italie)
- Pont de la Paix, Tbilissi (Géorgie)
- Espace d’exposition de la Fondation Emilio et Anna Bianca Vedova, dans les anciens magasins du sel, Venise (Italie)
- Centre de congrès de Rimini (Italie)
- Ministère de la Justice, Batoumi (Géorgie)
- Auditorium du parc, l’Aquila (Italie)
- Restauration de la Basilique Palladienne, Vicence (Italie)
- Prototype de générateur éolique, (Italie)
- Restauration de la Cathédrale de Bagrati, Koutaïssi (Géorgie)
- Diogène – Prototype d’unité de logement autonome (Allemagne)
- Le Albere : réaménagement de la zone ex-Michelin, Trente (Italie)